# John Hopfield
John Joseph Hopfield, född 15 juli 1933 i Chicago, Illinois, är en amerikansk fysiker. Tillsammans med Geoffrey Hinton tilldelades han Nobelpriset i fysik 2024 för grundläggande upptäckter och uppfinningar som möjliggör maskininlärning med artificiella neuronnätverk. Hopfield är verksam vid Princeton University.

## Biografi
John Hopfield är son till fysikerna John Joseph Hopfield(en) och Helen Hopfield.
Hopfield avlade en fil.kand vid Swarthmore College 1954. Han studerade teoretisk kondenserad materiafysik och blev fil.dr 1958 vid Cornell University. Han arbetade därefter i nästan 30 år vid Bell Labs. Han var verksam som professor i fysik vid Princeton University 1964–1980 och 1980–1996 som professor i kemi och biologi vid California Institute of Technology 1997 återvände han till Princeton som professor i molekylärbiologi.
Hopfield uppfann Hopfieldnätverket som tillämpar en metod för att spara och återskapa mönster. Tillsammans Geoffrey Hinton tilldelades han Nobelpriset i fysik 2024 för grundläggande upptäckter och uppfinningar som möjliggör maskininlärning med artificiella neuronnätverk”.
1968 tilldelades han Guggenheimstipendiet.

## Utmärkelser
- Guggenheimstipendiet,  1968[2]
- Oliver E. Buckley Condensed Matter Prize,  1969[13]
- Max Delbruck-priset,  1985[14][15]
- Dirac-medaljen (ICTP),  2001[16]
- Harold Pender-utmärkelsen,  2002[17]
- IEEE Frank Rosenblatt Award,  2009[18]
- Swartz-priset,  2012
- Benjamin Franklin-medaljen,  2019
- Boltzmann-medaljen,  2022[19]
- Nobelpriset i fysik, med  Geoffrey Hinton,  8 oktober 2024[20][21]
- Fellow of the American Academy of Arts and Sciences
- Albert Einstein världsutmärkelse inom vetenskap
- IEEE Neural Networks Pioneer Award
- MacArthur Fellows Program
- Medlem av American Physical Society

[Redigera Wikidata]